# Кадырова, Айшат Рамзановна
Айшат Рамзановна Кадырова (род. 31 декабря 1998, Центарой, Чечня) — чеченский государственный деятель. Заместитель Председателя Правительства Чеченской Республики (2 октября 2023 — 27 февраля 2025). Народная артистка Чеченской Республики (2023). Заслуженный работник культуры Чеченской Республики (2021).
Дочь главы Чечни Рамзана Кадырова.

## Биография
Родилась 1 января 1999 года в селе Центорой Шалинского района Чеченской Республики (ныне село Ахмат-Юрт Курчалоевского района Чеченской Республики).
До шестого класса Кадырова ходила в обычную школу, затем на два года перешла на домашнее обучение. Учила Коран по девять часов в день, в результате чего стала хафизом, выучив Коран наизусть. Также изучала арабский язык:
Ко мне приходила учительница. Сначала мы занимались просто арабским. Арабский Коран другой, другое произношение, в книге свои правила и знаки. Это был огромный труд, много сил мне стоил. Никогда не забуду день, когда закончила последнюю суру и сказала об этом родителям. Высшим счастьем было видеть слезы радости в их глазах. Все не зря.
После окончания Ахмат-Юртовской школы № 1 имени А-Х. Кадырова поступила и окончила экономический факультет Чеченского государственного университета (ЧГУ).
В октябре 2021 года Кадырова была назначена министром культуры Чеченской Республики по рекомендации главы правительства Чечни Муслима Хучиева, ранее она занимала должность первого заместителя министра в той же отрасли (с 1 сентября 2020 года).
Спикер Парламента Чеченской Республики Магомед Даудов одним из первых прокомментировал назначение Айшат Кадыровой на должность министра культуры Чеченской Республики:
Айшат Рамзановна является талантливым и креативным руководителем, трудолюбивым и замечательным организатором. Об этом свидетельствуют высокие профессиональные результаты и достижения, которых она достигла в должности Первого заместителя министра культуры Чеченской Республики.
Также глава Чеченской Республики Рамзан Кадыров прокомментировал назначение Айшат Кадыровой на пост министра культуры республики:
В любое время, когда она не справится, я поставлю дату и уволю её. Она покинет этот пост, для неё останется пятно на всю жизнь, поэтому для неё это большая ответственность.
В октябре 2023 года Кадырова была назначена заместителем Председателя Правительства Чеченской Республики по рекомендации Хучиева. Покинула пост 27 февраля 2025 года.

## Санкции
В июле 2020 года, включена в санкционный список США, как лицо связанное с Рамзаном Кадыровым, против которого были введены санкционные ограничения за нарушения прав человека в Чеченской республике, «в том числе за пытки и внесудебные казни». 15 сентября 2022 года, из-за вторжения России на Украину, включена в расширенный санкционный список США, также под санкции попал дом моды Кадыровой Firdaws.
16 декабря 2022 года, на фоне вторжения России на Украину, была внесена в санкционный список стран Евросоюза. ЕС отмечает, что благодаря поддержке отца, она была назначена министром культуры Чеченской Республики, является основательницей модного дома Firdaws, поэтому связана с Рамзаном Кадыровым. Ранее была внесена в санкционные списки Японии и Швейцарии.

## Личная жизнь
В начале 2017 года, в возрасте 18 лет, Айшат вышла замуж. Её супругом является сын погибшего друга и боевого соратника её отца Рамзана Кадырова. Они познакомились за две недели до свадьбы. Живут со своим супругом в городе Грозном, столице Чеченской Республики, недалеко от резиденции главы Чечни Рамзана Кадырова. Айшат любит путешествовать по разным странам. Её любимые города — Мекка, Медина и Париж. Любит слушать музыку и заниматься спортом, в частности бегом и плаванием.

## Семья
- Отец — Рамзан Кадыров — глава Чеченской Республики[32].
- Мать — Медни Кадырова[33][34].
- Супруг — Висхан Зелимхаевич Мацуев — сотрудник органов внутренних дел, лейтенант полиции.
- Сын — Юсуф.

## Награды
Чечня
- Медаль «За заслуги перед Чеченской республикой» (8 марта 2020) — за большой вклад в развитие модной индустрии, стиля и дизайнерского искусства в национальных традициях Чеченской Республики, получившую широкую известность[35].
- Медаль «За защиту прав человека» — за большой вклад в защиту конституционных прав и интересов граждан, развитие социальной и культурной жизни республики, сохранение и популяризацию культурно-исторического наследия чеченского народа, высокий профессионализм, а также заслуги в укреплении взаимодействия между гражданским обществом и обществом[36].
- Почётный знак «За трудовое отличие» (2021)[37].
- Заслуженный работник культуры Чеченской Республики (28 декабря 2021) — за вклад в развитие национальной культуры Чеченской Республики, безупречную добросовестную работу[38].
- Орден Кадырова (23 июня 2022) — за исключительный заслуги в развитии культуры Чеченской Республики, высокий профессионализм, проявленный при исполнении служебных обязанностей[39]
- Медаль «100 лет образования Чеченской Республики» (1 сентября 2022) — за значительный вклад в развитие Чеченской Республики, безупречную работу, высокий профессионализм, проявленный при исполнении должностных обязанностей, и в связи с 100-летием Чеченской Республики
- Народный артист Чеченской Республики (2 октября 2023) — за вклад в развитие национальной культуры и искусства, безупречную добросовестную работу
- Медаль «Памяти Ахмата-Хаджи Кадырова» (2024)[40]

Россия
- Медаль ордена «За заслуги перед Отечеством» II степени (4 сентября 2023 года) — за заслуги в развитии отечественной культуры и искусства, многолетнюю плодотворную творческую деятельность[41].

региональные
- Орден Дружбы (2022, Донецкая Народная Республика)[42].

общественные
- Благодарность кинофорума «Золотой Витязь» (2023, кинофорум «Золотой Витязь»)[43].